# Przeździatka (gmina)
Przeździatka (alt. Przezdziatka) – dawna gmina wiejska istniejąca w XIX wieku w guberni siedleckiej. Siedzibą władz gminy była Przeździatka (obecnie w granicach Sokołowa Podlaskiego, w jego zachodniej części).
Za Królestwa Polskiego gmina Przeździatka należała do powiatu sokołowskiego w guberni siedleckiej.
Brak informacji o dacie likwidacji gminy, lecz w wykazie z 1890 roku gmina jest już zniesiona a Przeździatka należy do gminy Kudelczyn.